# Vedbo

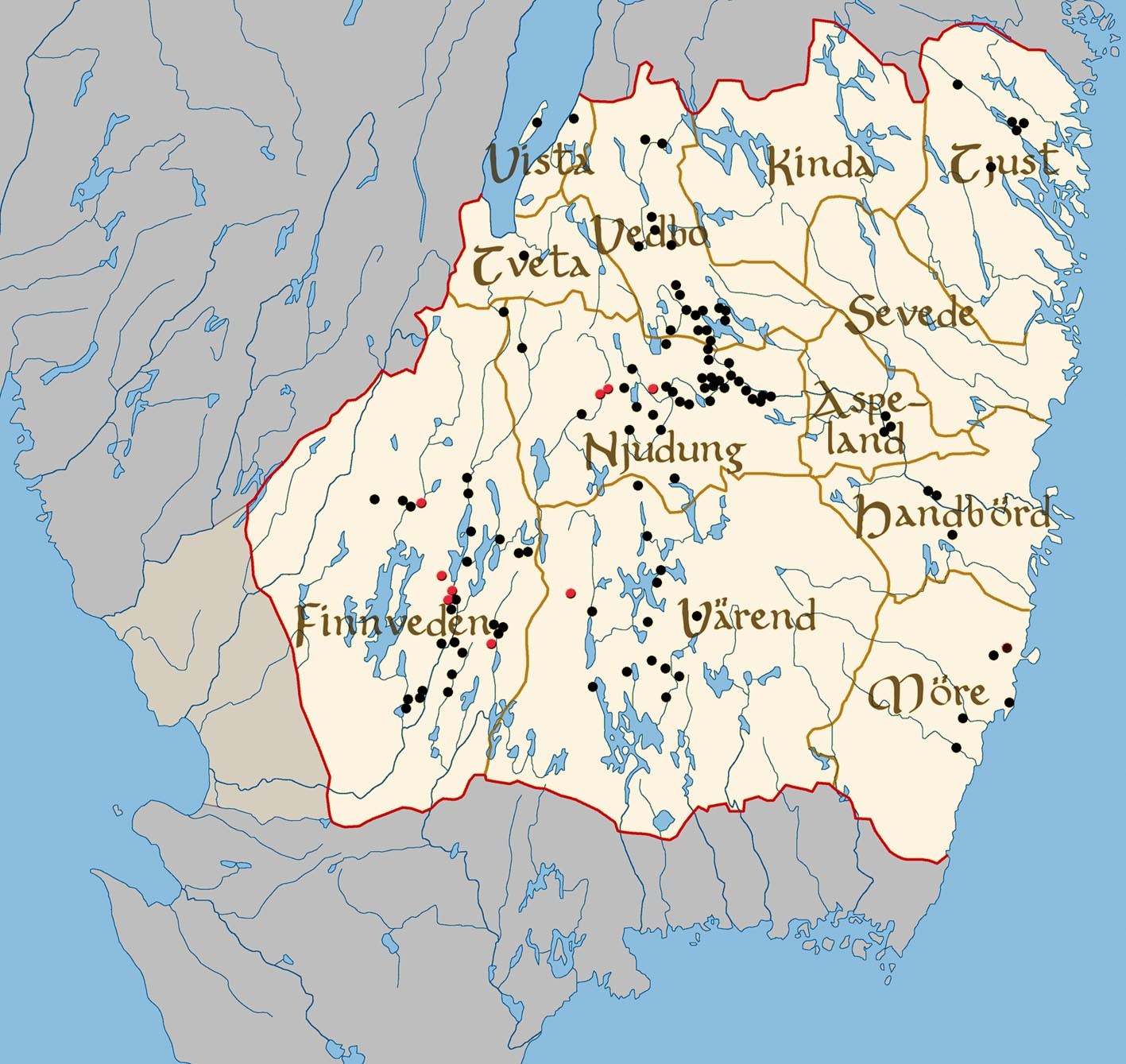
De olika bygderna i vikingatidens Småland. Röda och svarta punkter anger landskapets runstenar. Röda punkter visar på runstenar med texter om långväga färder.

Vedbo är ett av de historiska små landen i Småland. Det omfattade Norra och Södra Vedbo härader. Området motsvaras idag av Aneby, Eksjö och Tranås kommuner, samt Flisby och Norra Solberga församlingar i Nässjö kommun.